# Adolf Hitlers bunker

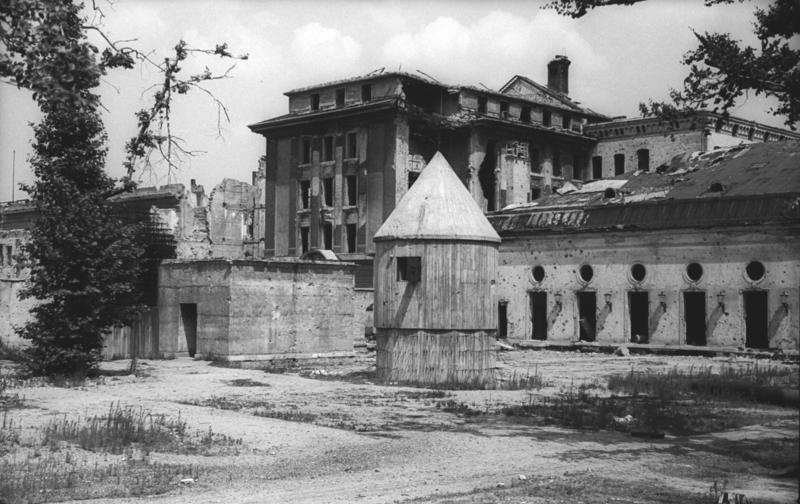
Nergången till führerbunkern vid gamla rikskansliets baksida. Fotot taget 1947 från sydväst.

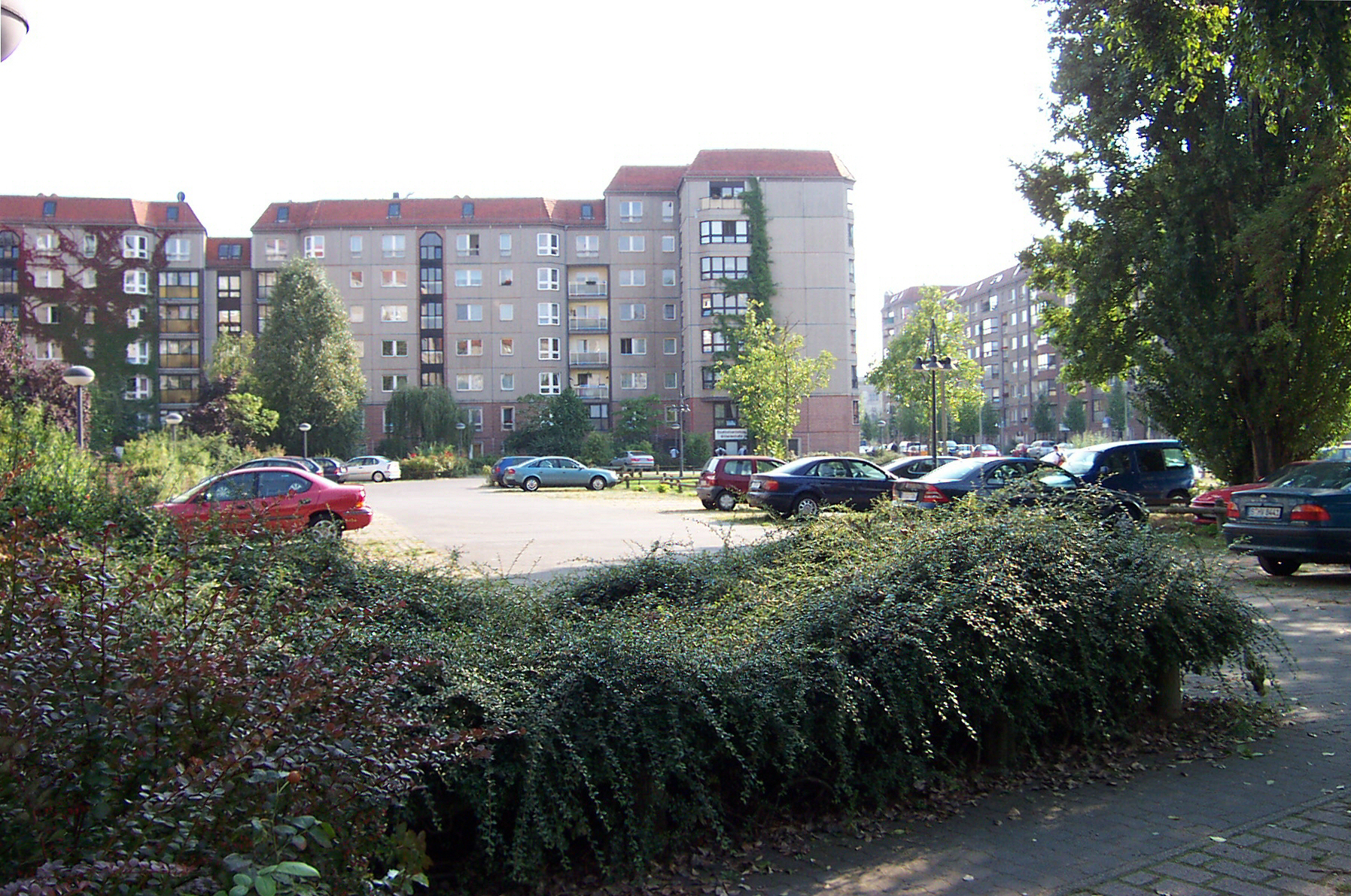
Området kring bunkern 2005, från norr.

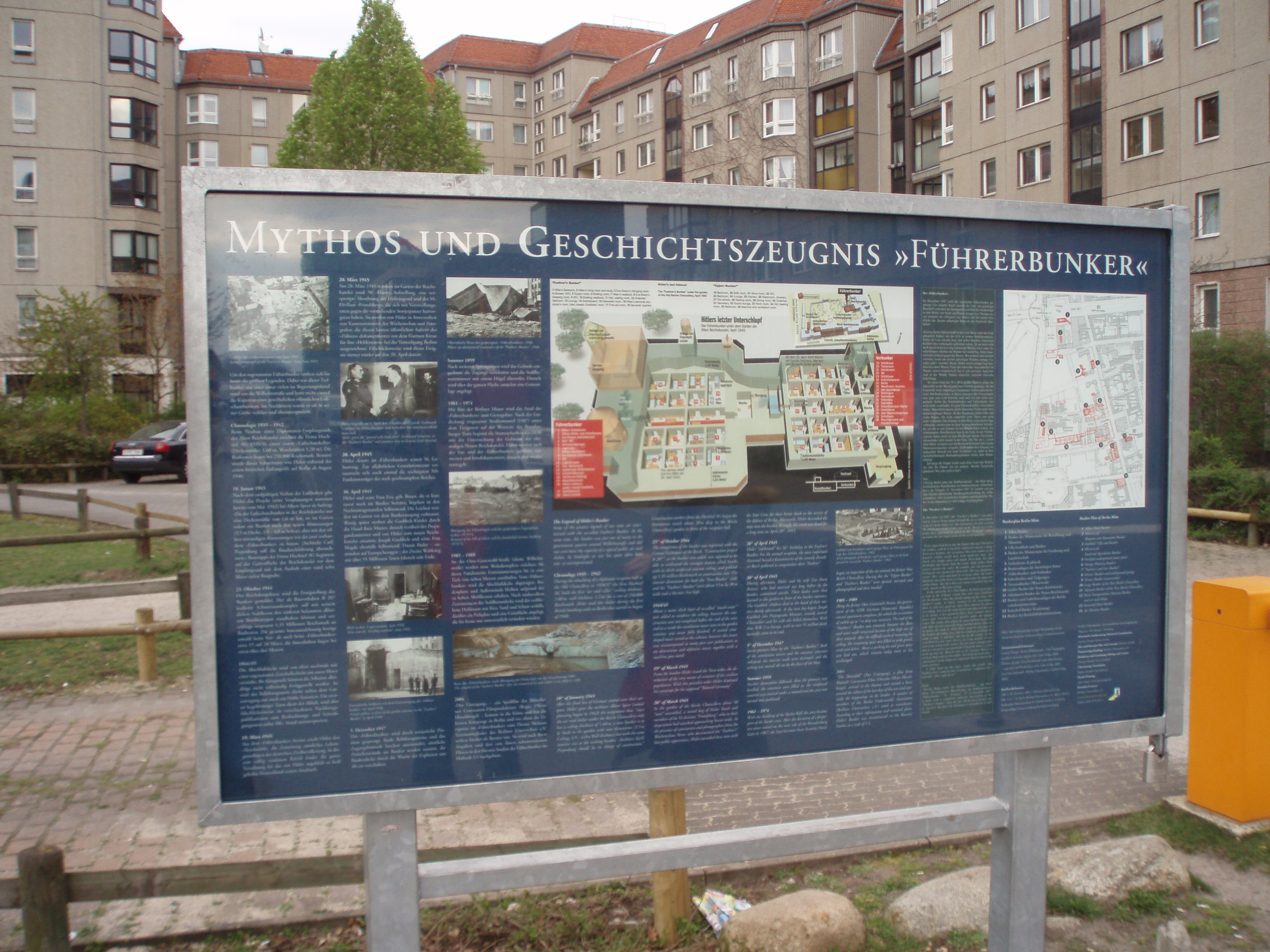
Informationstavla vid platsen där bunkern låg.

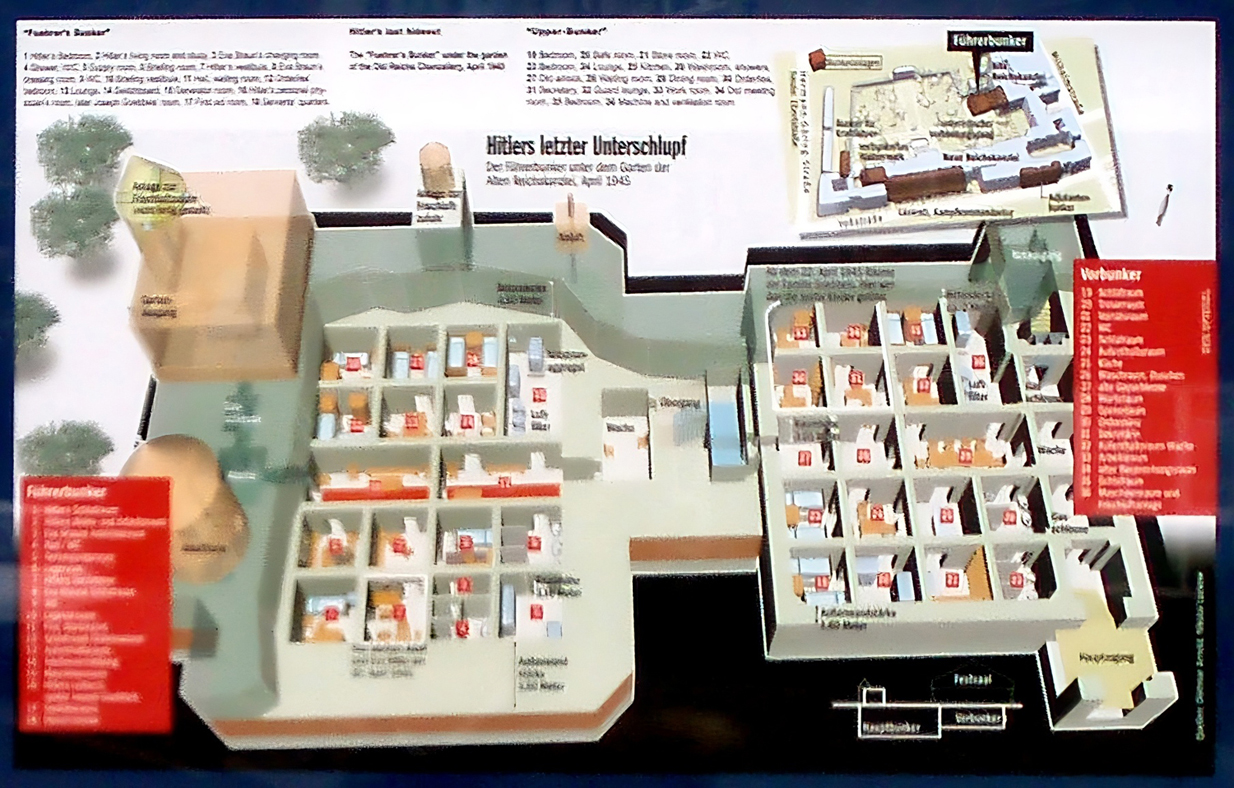
Schematisk bild över bunkern.

Adolf Hitlers bunker, även kallad Führerbunkern, var ett skyddsrum beläget under trädgården till det tyska rikskansliet i centrala Berlin. Adolf Hitler gjorde den till sin bostad under de sista månaderna av sitt liv. Hans älskarinna Eva Braun gjorde honom sedan sällskap i bunkern, där de den 29 april 1945 gifte sig och dagen därpå begick självmord.

## Bunkern under andra världskriget
Bygget av bunkern påbörjades 1936, som en ganska enkel luftskyddsbunker under gamla rikskansliet. År 1943 skedde en utbyggnad till den befintliga bunkern, djupare och kraftigare än den förra, belägen under rikskansliets trädgård. Adolf Hitler flyttade in i den nyare bunkern i januari 1945 efter att under åren närmast dessförinnan ha haft sitt högkvarter vid den så kallade Wolfsschanze i Ostpreussen. Den djupare belägna bunkern var den egentliga Führerbunkern, medan den bunkerdel som var byggd 1936 kom att kallas Vorbunker – "förbunkern". Även Joseph Goebbels och hans familj kom att bosätta sig i samma bunker.
Ett antal andra höga befattningshavare inom Tredje riket vistades delvis i bunkern under andra världskrigets sista månader, men var bosatta i bunkrar och källarutrymmen under det alldeles intill liggande nya rikskansliet.
Flera av de höga befattningshavarna, däribland Joseph Goebbels och Martin Bormann, valde att stanna vid bunkern och Hitler till slutet. Makarna Goebbels valde liksom Hitler även självmordsdöden där, efter att ha tagit livet av sina sex barn. Liken efter Hitler och Eva Braun lades i en bombkrater i trädgården, dränktes in med bensin och antändes sedan.
Under de närmaste två dygnen efter Hitlers död lämnade flertalet av rikskansliets kvarvarande personal och trupper området, förutom ett ganska stort antal personer som valde att ta sina liv. Rikskansliet med Führerbunkern intogs sedan av sovjetiska trupper den 2 maj 1945.

## Bunkern efter andra världskriget
Det krigsskadade Rikskansliet jämnades med marken av de sovjetiska myndigheterna 1948–1950, och bunkerkomplexet därunder låg därefter länge bortglömt. Det hamnade dessutom från 1961 i det öde området utmed Berlinmuren. En partiell utgrävning och dokumentering genomfördes på 1980-talet av de östtyska myndigheterna, varefter 1988–1989 ett bostadsområde med parkeringsplatser byggdes över området.

## Nutid
Merparten av resterna av Führerbunkern ska ha förstörts vid bygget av det ovan nämnda bostadsområdet, men andra bunkrar finns fortfarande kvar i området. Dessa är inte tillgängliga för allmänheten. Hitlers bunker låg nära öster om den nutida gatukorsningen mellan Gertrud-Kolmar-Straße och In den Ministergärten, i sin tur belägen mellan tunnelbanestationen Mohrenstraße och förintelsemonumentet Holocaust Mahnmal.
Vid platsen där bunkern låg finns numera en informationstavla. I närheten finns också en lekplats, som ibland påstås vara belägen på den plats där Adolf Hitlers och Eva Brauns kroppar brändes. Detta är inte korrekt: Platsen där kropparna brändes går inte att fastställa exakt, och var troligare ett stycke väster om lekplatsen. 

## Personer i bunkern 22 april – 2 maj

Plan över führerbunkern:
1: Betongvägg (tjocklek 2,2 m)
2: Ventilationsrum (?)
3: Garderob
4: Utgång till trädgård via trappor
5: Joseph Goebbels sovrum
6: Doktor
7: Säng
8: Kassaskåp
9: Stol
10: Bord
11: Skåp
12: Joseph Goebbels kontor och doktorsrum
13: Konferensrum
14: Konferens/Kartrum
15: Telefonväxel, Martin Bormanns kontor och vaktrum (?)
16: Generator/Ventilation
17: Adolf Hitlers kontor
18: Badrum/Garderob
19: Eva Brauns rum
20: Elektricitetsrum
21: Toaletter
22: Korridor/Hall
23: Gasdörrar (?)
24: Hall
25: Till Vorbunker, trappor upp
26: Skrivbord
27: Soffa
28: Stolar
29: Adolf Hitlers sovrum
30: Adolf Hitlers vardagsrum

### Personer som lämnade bunkern
- Karl Gebhardt (lämnade bunkern 22 april 1945)
- Julius Schaub (22 april 1945)
- Christa Schroeder (22 april 1945)
- Johanna Wolf (22 april 1945)
- Eckhard Christian (22 april 1945)
- Albert Bormann (23 april 1945)
- Theodor Morell (23 april 1945)
- Karl-Jesco von Puttkamer (23 april 1945)
- Joachim von Ribbentrop (23 april 1945)
- Albert Speer[1] (23 april 1945)
- Walter Frentz (24 april 1945)
- Robert Ritter von Greim (28 april 1945)
- Hanna Reitsch[1] (28 april 1945)
- Walter Wagner (28 april 1945)
- Heinrich Müller (29 april 1945)
- Bernd Freytag von Loringhoven (29 april 1945)
- Gerhard Boldt (29 april 1945)
- Rudolf Weiss (29 april 1945)
- Wilhelm Zander (29 april 1945)
- Heinz Lorenz (29 april 1945)
- Willy Johannmeyer (29 april 1945)
- Nicolaus von Below (30 april 1945)
- Wilhelm Mohnke (1 maj 1945)
- Traudl Junge (1 maj 1945)
- Gerda Christian (1 maj 1945)
- Constanze Manziarly (1 maj 1945)
- Else Krüger (1 maj 1945)
- Otto Günsche (1 maj 1945)
- Walther Hewel (1 maj 1945)
- Ernst-Günther Schenck (1 maj 1945)
- Hans-Erich Voss (1 maj 1945)
- Johann Rattenhuber (1 maj 1945)
- Peter Högl (1 maj 1945)
- Werner Naumann (1 maj 1945)
- Martin Bormann (1 maj 1945)
- Heinz Linge (1 maj 1945)
- Erich Kempka[1] (1 maj 1945)
- Hans Baur (1 maj 1945)
- Georg Betz (1 maj 1945)
- Ludwig Stumpfegger (1 maj 1945)
- Artur Axmann (1 maj 1945)
- Günther Schwägermann (1 maj 1945)
- Ewald Lindloff (1 maj 1945)
- Hans Reisser (1 maj 1945)
- Armin D. Lehmann (1 maj 1945)
- Heinrich Doose (1 maj 1945)
- Gerhard Schach (1 maj 1945)
- Heinz Krüger (1 maj 1945)
- Günther Ochs (1 maj 1945)
- Rochus Misch[11] (2 maj 1945)
- Helmuth Weidling (2 maj 1945)
- Hans Refior (2 maj 1945)
- Theodor von Dufving (2 maj 1945)
- Siegfried Knappe (2 maj 1945)

### Personer som lämnade bunkern vid odaterbar tidpunkt
- Helmut Kunz
- Ernst-Robert Grawitz

### Personer som tillfångatogs av ryska trupper 2 maj
- Erna Flegel(en)
- Werner Haase
- Fritz Tornow
- Johannes Hentschel

### Personer som begick självmord
- Adolf Hitler (30 april)[12]
- Eva Braun (30 april)[12]
- Joseph Goebbels (1 maj)[13]
- Magda Goebbels (1 maj)[13]
- Wilhelm Burgdorf (1 maj)
- Hans Krebs (1 maj)
- Alwin-Broder Albrecht (1 maj)
- Franz Schädle (1 maj)

### Personer som blev dödade
- Hermann Fegelein (arkebuserad efter ståndrättsdom natten till den 29 april)[14][15]
- Helga Goebbels (mördad 1 maj)[5]
- Hildegard Goebbels (mördad 1 maj)[5]
- Helmut Goebbels (mördad 1 maj)[5]
- Hedwig Goebbels (mördad 1 maj)[5]
- Holdine Goebbels (mördad 1 maj)[5]
- Heidrun Goebbels (mördad 1 maj)[5]